# Релевантность
Релева́нтность (от англ. relevant — существенный, уместный) в информационной науке и информационном поиске — термин, означает степень соответствия найденного документа или набора документов информационным нуждам пользователя (Релевантность).
Профессор Тефко Сарацевич отмечает тесную связь данной концепции с базовыми понятиями когнитивной теории релевантности, разработанной Дэном Спербером и Дейдрой Уилсон, и таким разделом математики, как релевантная логика.
Большой практический интерес к алгоритмам автоматической оценки релевантности связан с их использованием при ранжировании в поисковых системах.
Релевантность — это обозначение субъективной степени соответствия чего-либо в моменте времени.
Определение подразумевает:
1. Обозначение степени — исходит от субъективности конкретного наблюдателя или группы наблюдателей.
2. Подразумеваемое понятие[5] «чего-либо» — отсылка на любой вид информации или объекта, субъекта или процесса в онлайн-офлайн пространстве.
3. Степень релевантности — это значимость в моменте времени, как правило, максимальный уровень адекватности[6], соответствия[7], необходимости[8], применимости[9] с точки зрения наблюдателя.

Концепция релевантности — это субъективная значимость соответствия чего-либо в мере восприятия наблюдателя на данный момент времени.
Концепция включает в себя соотношение между А (или количеством А) и Б (или количеством Б) а также свойством — С (или свойствами — С).
Части (А) и (Б) могут быть материальными и нематериальными или комбинациями того и другого.
Примерами материальных составляющих являются — документы, механизмы, процессы и т. д.
Примерами нематериальных составляющих являются — понятия, информация и т. д.
Комбинациями того и другого — задача, ситуация, обязанности и т. д.
Свойства С такие как утилитарность, адекватность, полезность устанавливают контекст или основу соответствия между А и Б.
Соотношение между А и Б считается релевантным по свойствам С, где свойства С субъективны и могут быть очевидными и неочевидными, сформулированными и подразумеваемыми, рациональными или нерациональными в моменте времени.

## История
Первое упоминание термина релевантность было в 1733 году.
Первое применение термина в контексте анализа значимости соответствия чего-либо было дано в 1854 году работой Джеймс Фредерик Феррьер.
В 60-х годах ХХ столетия термин стал «модным» словом, применяемым в дискуссиях на социально значимые вопросы для электората.
Первые теории анализа степеней соответствия берут своё начало из эпистемологии — раздела философии, который изучает такие вопросы:
- знание
- познание
- сознание
- чувство
- разум
- рассудок
- истина

Концепция релевантности, раскрываемая в эпистемологии, послужила фундаментом в развитии ряда научных областей, например: когнитология, логика, информационные науки.
В информационной науке концепция релевантности формально была представлена в 1958 году работой Brian Campbell Vickery тематического анализа для поиска информации и послужила в качестве ориентира последующих исследований концепции в области информационного поиска.
В настоящее время каждый пользователь интернета по мере собственного восприятия обозначает степень релевантности информационного контента в соответствии с собственными интересами. Концепция релевантности в сети затрагивает каждого интернет-пользователя, а степень значимости информации наиболее широко анализируема в период развития информационных технологий.

## Исследования

### Информационные науки
Кластер информационных наук включает в себя множество разных областей, таких как:
- когнитивные науки,
- коммуникации,
- науки информационных систем,
- философию,
- социальные науки.

Практики (Information scientist) исследуют аспекты релевантности в рамках взаимодействия пользователей и организаций с информационными системами для определения параметров, используемых в методах обозначения мер соответствия информации.
В информационной науке релевантность подразумевает соотношение и меру соответствия. Как правило, понятие означает меру информации, передаваемой документом относительно запроса пользователя.
Критерии релевантности используются для количественной оценки отдельных явлений. Например, когда пользователь оценивает полезность, важность, уместность документа или представление документа к требуемой информации запросу, задаче, ситуации и т. д.
Информационные технологии изменили то, как большинство пользователей получают, организовывают, сохраняют, накапливают, анализируют информацию. В любом взаимодействии с ИТ понятие релевантность играет основополагающую роль, но в то же время не имеет однозначного определения, поскольку субъективная мера соответствия не имеет окончательного измерения.
Любые поисковые алгоритмы, как и все существующие информационные системы, с разным уровнем успеха пытаются приблизиться к понятию абсолютной релевантности.

#### Релевантность в информационном поиске
Ключевое отличие области информационного поиска (ИП) от теории информации или библиотековедения, это причастность спецификаций, предназначенных для поиска. В области (ИП) концепция релевантности считается основополагающей, на основе которой конструируется индексация и информационно-поисковые системы (ИПС).
Концепция релевантность в (ИПС), представляет собой соотношение между компонентами из групп (А) и (Б), по соответствию (Е) в определённый момент времени, где (А) и (Б) подразумевают виды, а (Е) значимость релевантности.
Компонентом (А) может быть, i) документ который будет получен пользователем поисковой системой (ИПС) или ii) представление документа, в виде ключевых слов, фраз или предложений, либо iii) информация, передаваемая чтением полученного документа.
Компонентом (Б) может быть, i) задача перед пользователем, которая требует информацию для решения или ii) необходимая информация, в понимании пользователя представляющая саму задачу, либо iii) запрос, в виде слов, фраз или предложений для извлечения информации.
(Е) полагает меру соответствия, то есть оценку одного или нескольких людей и время вынесенного решения.
«Интеллектуальная индексация информации — это сама специфика поиска, прикладные поисковые методики, механизмы, формулы и системы для операций поиска — Calvin Mooers».
Системы информационного поиска сконструированы для извлечения релевантной информации по запросу пользователя. В критерии поиска, как правило, используются два основных показателя recall — полнота и precision — точность. В совокупности они обозначают значимость соответствия данного запроса, что и является понятием релевантности.
Критерий (пертинентность) эффективности информационно-поисковых систем измеряет вероятность соответствия между релевантностью, извлекаемой системой (формальная релевантность), и субъективной релевантностью данного пользователя (содержательная релевантность).
Существует несколько подходов к оценке релевантности. Содержательная релевантность — соответствие ответов информационному запросу, определяемое неформальным путём. Формальная релевантность — соответствие, определяемое путём сравнения образа поискового запроса с поисковым образом ответа по определённому алгоритму.
Одним из распространённых методов для оценки релевантности является TF-IDF-метод. Его смысл сводится к тому, что чем больше локальная частота термина (запроса) в документе (TF) и больше «редкость» (то есть, чем реже он встречается в других документах) термина в коллекции (IDF), тем выше вес данного ответа по отношению к термину — то есть ответ будет выдаваться раньше в результатах поиска по данному термину. Автор метода — Джерард Солтон (англ. Gerard Salton), в дальнейшем доработан Карен Спарк Джонс.

### Когнитивная наука
Согласно теории релевантности, восприятие информации соответствует чему-либо (имеет релевантность) тогда и только тогда, когда её переработка даёт какие-либо положительные когнитивные эффекты.
Когнитивистика исследует эффекты и свойства человеческого познания и интеллекта. В развитии познания поиск релевантности является основным из процессов человеческого мышления.
В 1986 году Дэн Спербер и Дейдра Уилсон, авторы теории релевантности, в работе «Принципы релевантности» обозначили центральное значение релевантности в любых суждениях и коммуникациях. Также авторы отмечали, что процессы интуитивного мышления, связанные с соотношением физических предметов, выходят за рамки исследования теории релевантности.
В 1990 году исследования Gorayska-Lindsay показали, что теория релевантности также решает вопросы в соотношениях физических предметов. Ключевая идея в их решении в том, что релевантность имеет целенаправленность. Где (А) релевантный элемент для (Б), если (Б) является целью, и (А) необходим в достижении (Б).

### Релевантность в логике
«Луна сделана из сыра. Таким образом, в настоящее время в Эквадоре либо идёт дождь, либо нет».
В соответствии с правилами классической логики вывод построен правильно, но с точки зрения релевантной логики причастное предположение никак не связано с выводом.
Релевантность в области логики исследуется в дедуктивных умозаключениях, отвергая предшествующего, не имеющего отношения к следствию.
Методы релевантной логики основаны на принципе исключения нерелевантных предположений в исследовании и выстраивании логических выводов.
Наиболее цитируемые работы анализа и критики релевантной логики: «Entailment, Vol. 1, 2: The Logic of Relevance and Necessity»
Множество систем логической релевантности затрагивают такие области как:
- Семантика и философия («Relevance Logic: A Philosophical Interpretation. 1st Edition»[33], Edwin David Mares, «Ternary Relations and Relevant Semantics»[34], Bob Meyer (logician)[англ.]),
- Информационный поиск («Logical Models in Information Retrieval»[35] Mounia Lalmas, «Information Retrieval, Imaging and Probabilistic Logic»[36] Fabrizio Sebastiani),
- Искусственный интеллект («The Relevance of Relevance»[37] Devika Subramanian, Russell Greiner[англ.], & Judea Pearl).

### Другие
Теория релевантности исследуется во множестве разных наук и с 2010 стала одной из основных в областях прагматики, лингвистики, искусственного интеллекта, когнитивной психологии и т. д.

## Примеры

### Информационное пространство ИТ
Используя информационные технологии сети, пользователь в мере своего восприятия обозначает степень релевантности контента. С другой стороны, релевантность контента пользователя обозначает статус личности в онлайн-офлайн пространстве.
В процессе поиска, анализа или мониторинга информации (Поисковая система, Экспертная система, Content curation и т. д.) в соответствии со своими интересами, пользователи обозначают степень релевантности контента. Используя возможности систем в виде подписок, «лайков», просмотров публикаций, пользователи обозначают релевантность авторов контента (Reputation system, Social network analysis software и т. д.).
С другой стороны, пользователь, публикуя контент (Социальные медиа), в процессе мгновенной обратной связи в виде релевантных комментариев (Система мгновенного обмена сообщениями, Микроблогинг, Эмотикон и т. д.), приобретает значимость навыков или умений. Используя технологии (Social web, Social media marketing, Блог и т. д.), в рамках признания приобретённых навыков, продвижения или маркетинга своего контента, формирует свой статус релевантности (Индивидуальный бренд) в онлайн-офлайн пространстве.

### Законодательство
В юриспруденции, в частности в сфере западного законодательства, «релевантность» согласно правилу Fed Rule 401 Федерального Законодательства Доказательств США имеет следующее определение: «прилагающее доказательство имеет тенденцию делать какой-либо существующий факт дела, предоставленный следствием, более вероятным или менее вероятным, нежели это было бы без доказательства».
Правило Fed Rule 402 допускает прилагающее доказательство, только если оно имеет релевантность. С другой стороны понятие вероятность в определении релевантности имеет неоднозначное значение.
В значении существует и принцип логического исчисления математической вероятности, и принцип правдоподобия.
Существование в законодательстве однозначного правила релевантности доказательств и отсутствие однозначного понятия вероятности ярко обозначают важность концепции релевантности в области юриспруденции.

### Экономика
Экономист Джон Мейнард Кейнс, теории которого являются основополагающими в современной макроэкономике, считал важным определять понятие релевантности в рамках задач с вычислением экономического риска. Кейнс предлагал измерять релевантность по принципу того, какие изменения вносит информация в анализ вероятности будущего события.
Экономист Людвиг фон Мизес, известеный по своим работам в области праксиологии и анализе индивидуального выбора и действия, применял термин релевантность в рамках экономических действий. В частности он считал, что «действие требует понимания релевантности прошлых действий для принятия следующих». И предполагал, что релевантность определяется, прежде всего, по степени полезности, где полезность информации оценивается на основе субъективного суждения.
С точки зрения бухгалтерии релевантна та информация, которая в рамках анализа финансового учёта, прежде всего, необходима и влияет на решения пользователя.
В сфере экономики понятие релевантность, как правило, обозначает информацию, связанную с принятием наиболее эффективного решения.

### Другие
Концепция релевантности имеет широкое применение в разных областях, таких как:
- образование,
- здравоохранение,
- политология,

а также в различнных секторах услуг:
- реклама[47],
- консалтинг[48] и т. д.

### Публикации работ
- Saracevic, Tefko, PhD, Rutgers University, School of Communication and Information, Tefko Saracevic — Google Scholar Citations.
- Diane H. Sonnenwald ResearchGate.net, , .
- Stefano Mizzaro Publications by Stefano Mizzaro.
- Barbara Gorayska, Goodreads.com.
- Mounia Lamlas, MSc PhD, University of Glasgow.
- Edwin David Mares PhD, ResearchGate.net.
- Fabrizio Sebastiani, Fabrizio Sebastiani: Publications.
- Robert K. Meyer, Philpapers.org.
- Russell Greiner, ACM Digital Library.org.
- Методы информационного поиска и ранжирования документов в компьютерных сетях (рус.)
- Исследование и разработка моделей и методов поиска информационных образовательных ресурсов в электронной библиотеке (рус.)
- Обобщенная релевантная логика и модели рассуждений (рус.)
- Повышение релевантности периодического тематического поиска информации в Web (рус.)
- Причинно-следственные связи на разных уровнях языка (рус.)
- Методы автоматического поиска релевантной информации в тексте на естественном языке (рус.)